# Saint-Germain-d'Esteuil
 Saint-Germain-d'Esteuil  là một xã thuộc tỉnh Gironde trong vùng Aquitaine tây nam nước Pháp. Xã này có diện tích 444,35 km2, dân số năm 2006 là 1161 người.